# National Public Radio

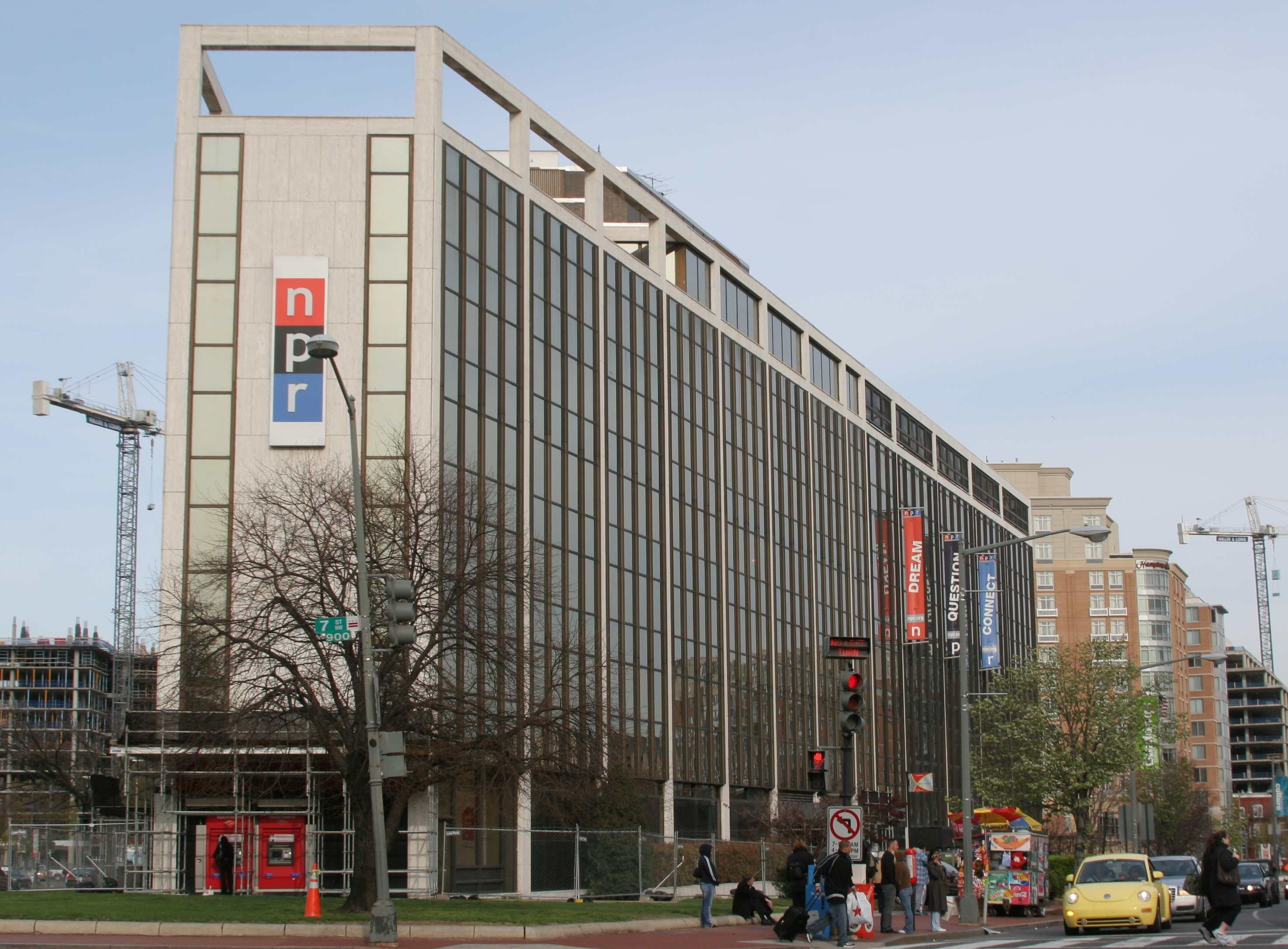
Головний офіс NPR у Вашингтоні

National Public Radio (NPR, укр. Національне громадське радіо) — найбільша некомерційна мережа радіостанцій у США, заснована у 1970 році. Фінансується за рахунок пожертвувань слухачів (юридичних і фізичних осіб). Бюджет у 2007 році становив 172 млн доларів США, в 2009 році — 140 млн (бюджет зменшився у зв'язку з економічною кризою). З цієї суми приблизно третина — індивідуальні пожертвування рядових слухачів, 10 відсотків — державна підтримка і гранти, решта частини — корпоративні пожертвування. Число слухачів радіостанції протягом кожного тижня становить приблизно 32 млн осіб (близько 10 % населення США).

## Назва
Юридична назва організації — «Національне громадське радіо», а торгова марка — NPR; він відомий під обома назвами. У червні 2010 року організація оголосила, що «докладає усвідомлених зусиль, щоб послідовно називати себе NPR в ефірі та в Інтернеті», оскільки NPR є загальною назвою організації, а рядок тегів «This … is NPR» має використовуватись радіоведучими протягом багатьох років. Однак Національне громадське радіо залишається законною назвою групи, як це було з 1970 року.

## Історія
Громадське мовлення активно розвивалося й у інших країнах, зокрема в США. В основному це некомерційне радіомовлення. Перші некомерційні радіостанції з'явилися в країні ще у 20-х роках минулого століття, насамперед в університетах. У 30-ті роки більшість із них закрилися через фінансові труднощі. В 1945 р. у США функціонувало лише 25 освітніх радіостанцій. Тоді Федеральна комісія зв'язку, яка розподіляє у країні частоти, прийняла важливе рішення. Вона зарезервувала для некомерційного радіо 20 каналів на коротких хвилях. Крім того, після 1963 р. фінансову підтримку некомерційним радіостанціям став подавати федеральний уряд. Чимало коштів надходило також від різних фондів, зокрема від Фонду Форда. 7 листопада 1967 р. Президент США Л. Джонсон підписав Акт про Громадське мовлення. Того ж року була створена Корпорація публічного мовлення, а в 1968 р. — Національне публічне радіо (до його складу входять 650 місцевих радіостанцій). Усе це спричинило бурхливе зростання некомерційного радіомовлення. Корпорація публічного мовлення — це недержавна організація, яка розподіляє кошти, виділені Конгресом для розвитку публічного мовлення.
NPR була заснована 26 лютого 1970 р як заміна Національної Освітньої Радіомережі. Перший раз вийшла в ефір 20 квітня 1971 з трансляцією слухань в Сенаті з приводу В'єтнамської війни. NPR спочатку займалася виробництвом і розподілом радіопрограм, потім в 1977 році вона злилася з Асоціацією громадських радіостанцій. NPR займається поширенням програм і управлінням, представляє інтереси громадського радіо перед Конгресом США, а також забезпечує підтримку і управління супутниками, через які поширюються радіопередачі.
NPR мало не стало банкрутом в 1983 році, показавши збиток в 7 мільйонів доларів за результатами роботи. Після розслідування конгресу і звільнення президента компанії був наданий кредит для порятунку компанії. Натомість компанія погодилася на зміну способу підписки, перейшовши на систему, при якій NPR фінансувалася через підписку регіональних радіостанцій, де супутники котрі належали їй були перетворені в окреме підприємство. Кредит був виплачений приблизно за 3 роки.
10 грудня 2008 року радіостанція оголосила, що скорочує 7 % персоналу і скасовує випуск 2 новинних програм в зв'язку з економічною кризою. У грудні 2008 року кількість слухачів NPR досягло рекордних 27,5 мільйонів слухачів в тиждень. А всього за оцінкою Arbitron станцію слухали 32,7 мільйонів чоловік.

## Радіо та телебачення
Дещо повільніше зростає система некомерційного телебачення. Воно виникло в середині 50-х років. Важливим кроком на шляху його розвитку було створення Служби публічного мовлення у 1969 р. її засновниками стали 348 телестанцій. В 1990 р. у США функціонувало 1400 радіостанцій і 300 телестанцій некомерційного характеру. На кабельному телебаченні також створена своєрідна суспільна служба — кабельно-супутникова Мережа суспільних ініціатив (Сі-СПЕН). Вона не транслює рекламу і є безкоштовною для користувачів. Зокрема, саме Сі-СПЕН транслює засідання Конгресу США.
Близько 17 % витрат на некомерційне телерадіомовлення у Сполучених Штатах покривається за рахунок федерального бюджету, а 23 % коштів виділяються Конгресом на виробництво і розповсюдження окремих програм. Крім того, кошти надходять у вигляді грантів на окремі суспільно важливі програми, пожертвувань фондів (близько 22 %) та приватних осіб (20 %). Вагомим джерелом надходження коштів є передплата на отримання освітніх програм (20 %). Реклама на громадському мовленні в принципі заборонена. Лише 5 % необхідних коштів надходять від спонсорів. Ліцензійні збори становлять 2 % доходів приватних мовників. Попри значну кількість джерел фінансування, нестача коштів залишається основною проблемою американського публічного телерадіомовлення. Некомерційне телебачення і радіомовлення у Сполучених Штатах різняться за своєю структурою.
Національне публічне радіо об'єднує окремі некомерційні радіостанції і само продукує інформаційну продукцію. Служба публічного мовлення здійснює лише керівництво взаємозв'язками між кількома найбільшими публічними телестанціями у різних куточках країни. Слід зазначити, що станції, які бажають приєднатися до служби публічного мовлення, мають відповідати ряду вимог:
· У їхнє мовлення за змістом має бути освітнього характеру, забезпечувати громадян об'єктивною інформацією та висвітлювати суспільну проблематику;
· Станції мають бути цілком незалежними від впливу не лише адміністративних органів, а й будь-яких політичних та релігійних організацій;
· Станції не можуть здійснювати рекламну чи іншу комерційну діяльність. Від 4 до 7 % супутникового мовлення оператори зобов'язані резервувати для передачі некомерційних освітніх та інформаційних програм.
Сьогодні публічне телерадіомовлення США пропонує американській аудиторії інформаційні, культурні та освітні програми, здатні врівноважити потік розважальних програм, що реалізуються комерційними мережами.

## Радіопередачі по «Зоряних війнах»
У 1981 році в ефір National Public Radio вийшла радіопостанова «Зоряні війни», автором її сценарію був Брайан Дейлі, а режисером — Джон Медден. У 1993 році вийшло продовження, постанова «Імперія завдає удару у відповідь». Остання частина трилогії, радіопостанова «Повернення джедая», яка вийшла в ефір у 1996 році.
У 2005 році, в зв'язку з прем'єрою телефільму Star Wars: Episode III Revenge of the Sith, в ефір NPR вийшло кілька передач, присвячених «Зоряним війнам», зокрема, інтерв'ю з композитором Джоном Вільямсом та огляди фільму.

## Ресурси Інтернету
- Офіційна сторінка NPR [Архівовано 1 січня 2010 у Wayback Machine.] (англ.)